# Rhaphiostylis ovatifolia
Rhaphiostylis ovatifolia är en tvåhjärtbladig växtart som beskrevs av Adolf Engler och Herman Otto Sleumer. Rhaphiostylis ovatifolia ingår i släktet Rhaphiostylis och familjen Icacinaceae. Inga underarter finns listade i Catalogue of Life.